# Fingerprint
In informatica, la fingerprint o impronta di un file è una sequenza alfanumerica o stringa di bit di lunghezza prefissata che identifica quel file con le caratteristiche intrinseche stesse del file. 
Fisicamente l'impronta è costituita da ridge (parti esterne, di contatto con i vari lettori) e valli (cave), l'analisi di entrambe in un'immagine crea l'impronta. 
Il riconoscimento e l'autenticità del file vengono garantite confrontando l'"impronta" del file con un database in cui precedentemente era stata già memorizzata; se il confronto ha esito positivo allora il file è autentico.

## Uso
Viene utilizzato per garantire l'autenticità e la sicurezza dei file e anche per identificare rapidamente file distribuiti in rete tramite sistemi di file-sharing.

## Calcolo della fingerprint
La fingerprint si ottiene tipicamente mediante funzioni hash. Poiché con tale metodo esiste sempre una piccolissima possibilità che si verifichino duplicati, cioè che più file abbiano lo stesso hash, si generano fingerprint di grosse dimensioni in modo da ridurre al minimo tale eventualità.